# Drymarchon margaritae
Drymarchon margaritae (індигова змія острова Маргарити) — вид змій родини вужеві (Colubridae).

## Поширення
Змія є ендеміком острова  Маргарита, що належить  Венесуелі.